# Paasdamtoernooi Amsterdam
Het Paasdamtoernooi van Amsterdam is een nationaal damtoernooi dat sinds 1981 jaarlijks in Amsterdam wordt gespeeld. Vanaf 1983 is het Nederlands studentenkampioenschap onderdeel van het toernooi. Recordwinnaar van het paastoernooi is Paul Oudshoorn met drie toernooizeges. Recordwinnaar van het Nederlands studentenkampioenschap is Cor van Dusseldorp met vier toernooizeges. 

## Nummers 1, 2 en 3 en Nederlands studentenkampioen vanaf 2007
| Jaar | Goud               | Zilver             | Brons              | Student           |
| ---- | ------------------ | ------------------ | ------------------ | ----------------- |
| 2007 | Roel Boomstra      | Arjan van den Berg | Arjen de Mooij     | Arjen de Mooij    |
| 2008 | Kees Thijssen      | Jean Marc Ndjofang | Jesse Bos          | Wouter Ludwig     |
| 2009 | Pieter Steijlen    | Willem Winter      | Andrew Tjon A Ong  | Pieter Steijlen   |
| 2010 | Rik Twilhaar       | Hin Wong           | Bé Eggens          | Hin Wong          |
| 2011 | Hein Meijer        | Mike Koopmanschap  | Arjen de Mooij     | Mike Koopmanschap |
| 2012 | Hein Meijer        | Hin Wong           | Cor van Dusseldorp | Hin Wong          |
| 2013 | Cor van Dusseldorp | Hein Meijer        | Jeroen Kos         | Heike Verheul     |